# Now Is Good
Now Is Good è un film del 2012 diretto da Ol Parker, basato sul romanzo Voglio vivere prima di morire di Jenny Downham.

## Trama
Tessa ha sedici anni ed è malata da tempo di leucemia. Stufa delle continue terapie decide di vivere appieno gli ultimi mesi di vita che le rimangono, così stila una lista delle dieci cose che vuole fare prima di morire. Tra queste vuole viaggiare, fare shopping sfrenato, far riavvicinare i genitori da tempo separati e innamorarsi. Con l'aiuto di Zoey, la sua amica del cuore e unica persona che non la fa sentire malata, inizia a vivere intensamente ogni giorno tra feste, fino all'incontro con Adam, di cui si innamora follemente. Inizialmente lui si dimostra freddo nei suoi confronti, ma poi i due finiranno per fidanzarsi, mentre la malattia di Tessa continua a peggiorare. Man mano che le condizioni della ragazza peggiorano sempre di più, la sua famiglia e Adam le staranno vicino e Tessa morirá circondata dall'affetto dei suoi cari e di quel ragazzo che all'inizio l'aveva guardata con così tanta diffidenza.

## Distribuzione
Il primo trailer del film è stato pubblicato il 5 marzo 2012. Il film è stato distribuito il 31 agosto 2012 negli Stati Uniti e il 19 settembre dello stesso anno nel Regno Unito. In Italia il film è stato trasmesso in prima tv assoluta il 30 novembre 2015.

## Accoglienza
Il film ha ricevuto recensioni contrastanti da parte dei critici cinematografici. La rivista The Guardian ha assegnato alla pellicola soltanto 2 stelle su 5; il film, presentato in concorso alla 42ª edizione del Giffoni Film Festival, si è classificato al secondo posto.